# Big Love
Big Love är en amerikansk TV-serie som sändes 2006–2011 på HBO.

## Handling
Familjen Henrickson praktiserar polygami, något som är olagligt i USA sedan 1891. Familjens överhuvud Bill Henrickson kämpar tillsammans med sina tre fruar Barb, Nikki och Margene för att få vardagen och sitt arbete att gå ihop och framför allt, hålla sitt privatliv hemligt för omvärlden. Bill kämpar dessutom ständigt mot sitt förflutna i den fundamentalistiska sekten Juniper Creek och dess enväldige ledare "Profeten" Roman Grant som ständigt gör familjens liv komplicerat.

## Skådespelare och rollfigurer
| Skådespelare         | Rollfigur          |
| -------------------- | ------------------ |
| Bill Paxton          | Bill Henrickson    |
| Jeanne Tripplehorn   | Barbara Henrickson |
| Chloë Sevigny        | Nicki Grant        |
| Ginnifer Goodwin     | Margene Heffman    |
| Amanda Seyfried      | Sarah Henrickson   |
| Douglas Smith        | Ben Henrickson     |
| Harry Dean Stanton   | Roman Grant        |
| Mary Kay Place       | Adaleen Grant      |
| Bruce Dern           | Franklin Harlow    |
| Grace Zabriskie      | Lois Henrickson    |
| Joel McKinnon Miller | Don Embry          |
| Shawn Doyle          | Joey Henrickson    |
| Melora Walters       | Wanda Henrickson   |
| Brian Kerwin         | Eddie Henrickson   |
| Matt Ross            | Alby Grant         |
| Daveigh Chase        | Rhonda Volmer      |
| Jolean Wejbe         | Teeny Henrickson   |
| Keegan Holst         | Wayne Henrickson   |
| Tina Majorino        | Heather Tuttle     |
| Branka Katic         | Ana                |